# War of the Wizards
War of the Wizards è un album in studio del gruppo musicale tedesco Stormwitch, pubblicato nel 1992 dalla Steamhammer.

## Tracce
1. Listen to the Stories – 3:58
2. Theja – 4:27
3. Magic Mirror – 5:01
4. Wooden Drum – 4:06
5. War of the Wizards – 5:14
6. Dragon's Day – 3:55
7. Time – 4:31
8. Fate's on the Rise – 4:21
9. A Promise of Old – 4:37
10. The Way to Go – 3:50
11. Wanderer – 3:16

## Formazione
- Andy Aldrian - voce
- Damir Uzunovic - chitarra
- Joe Gassmann - chitarra
- Martin Albrecht - basso
- Pete Lancer - batteria